# 龍仁中央市場站
龍仁中央市場站（：／ Yonginjungangsijang yeok */?）是龍仁輕軌沿線的一座高架車站，位於韓國京畿道龍仁市處仁區金浪場洞。

## 車站結構
站體為2面2線側式月台的高架車站，候車月台設有月台幕門。

### 月台配置
| 金良場 ↑ |
| \| 上    |
| ↓ 古陳   |

| 月台 | 路線        | 目的地                 |
| ---- | ----------- | ---------------------- |
| 上行 | ●龙仁轻电铁 | 金良場、東栢、器興方向 |
| 下行 | ●龙仁轻电铁 | 前垈·愛寶樂園方向      |

## 歷史
- 2013年4月26日：落成啟用。當時名為運動場·松潭大學站。
- 2024年1月29日: 更名為龍仁中央市場站。

## 車站周邊
- 龍仁藝術科學大學（朝鲜语：용인예술과학대학교）
- 龍仁綜合運動場（朝鲜语：용인종합운동장）
- 龍仁室內體育館（朝鲜语：용인실내체육관）
- 金良大橋
- 龍仁中央公園
- 龍仁公車客運站（朝鲜语：용인공용버스터미널）
- 泰成中學
- 泰成高校
- 龍仁初等學校
- 龍馬初等學校

## 圖片

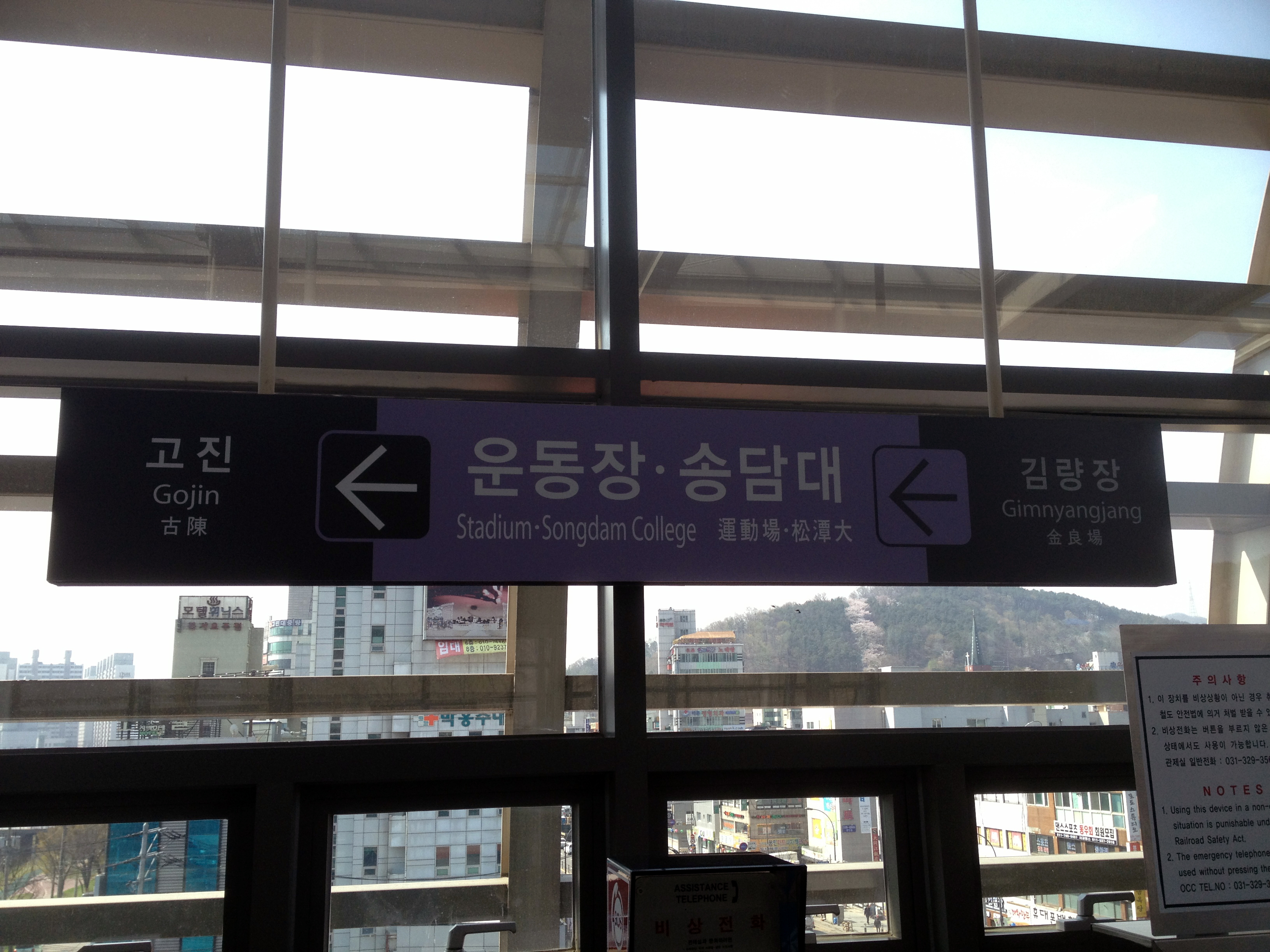
站名牌
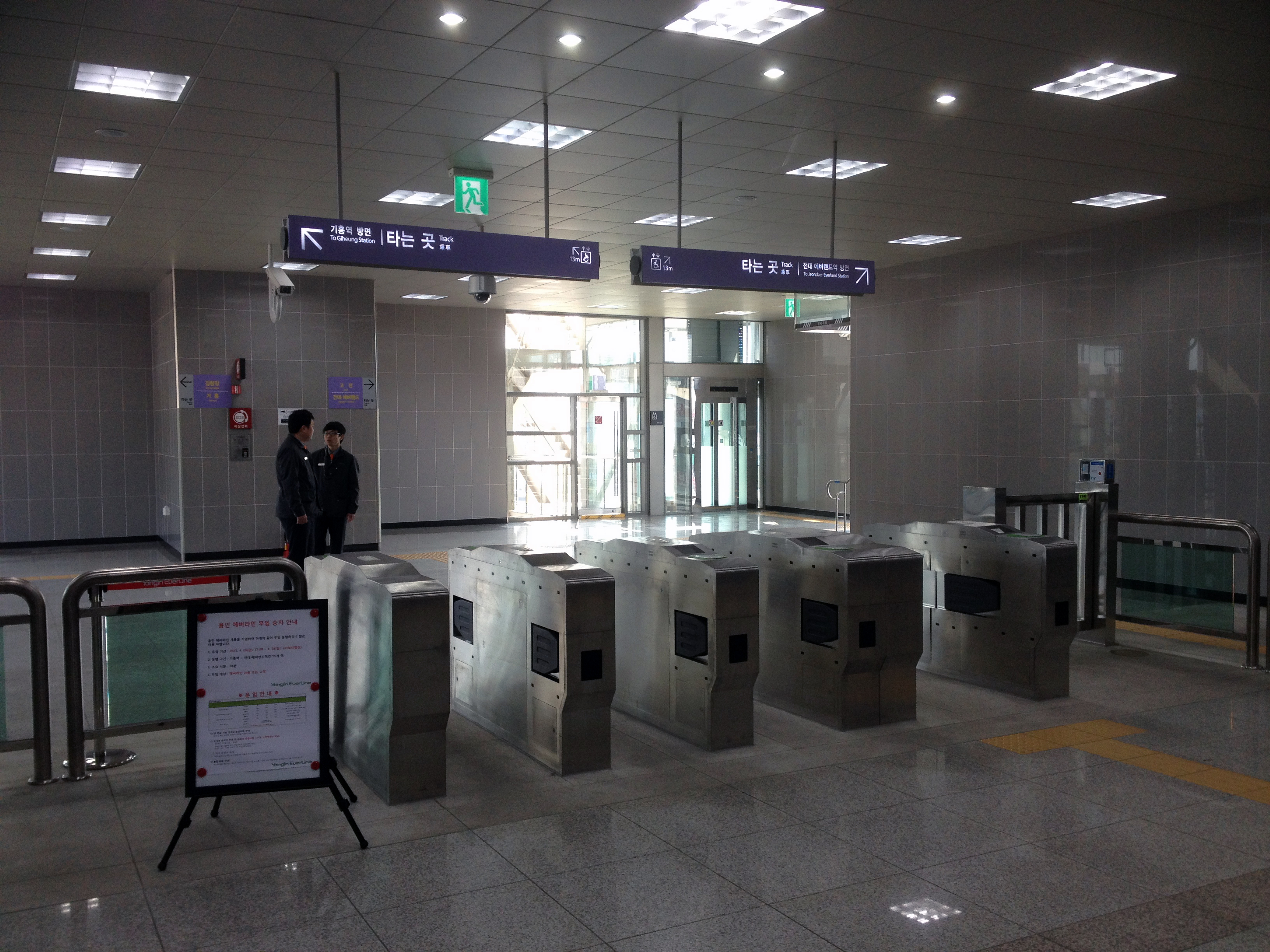
剪票閘口

## 相鄰車站
龍仁輕量電鐵
●龙仁轻电铁
金良場（Y119）－龍仁中央市場（Y120）－古陳（Y121）